# 빌러비드 (소설)

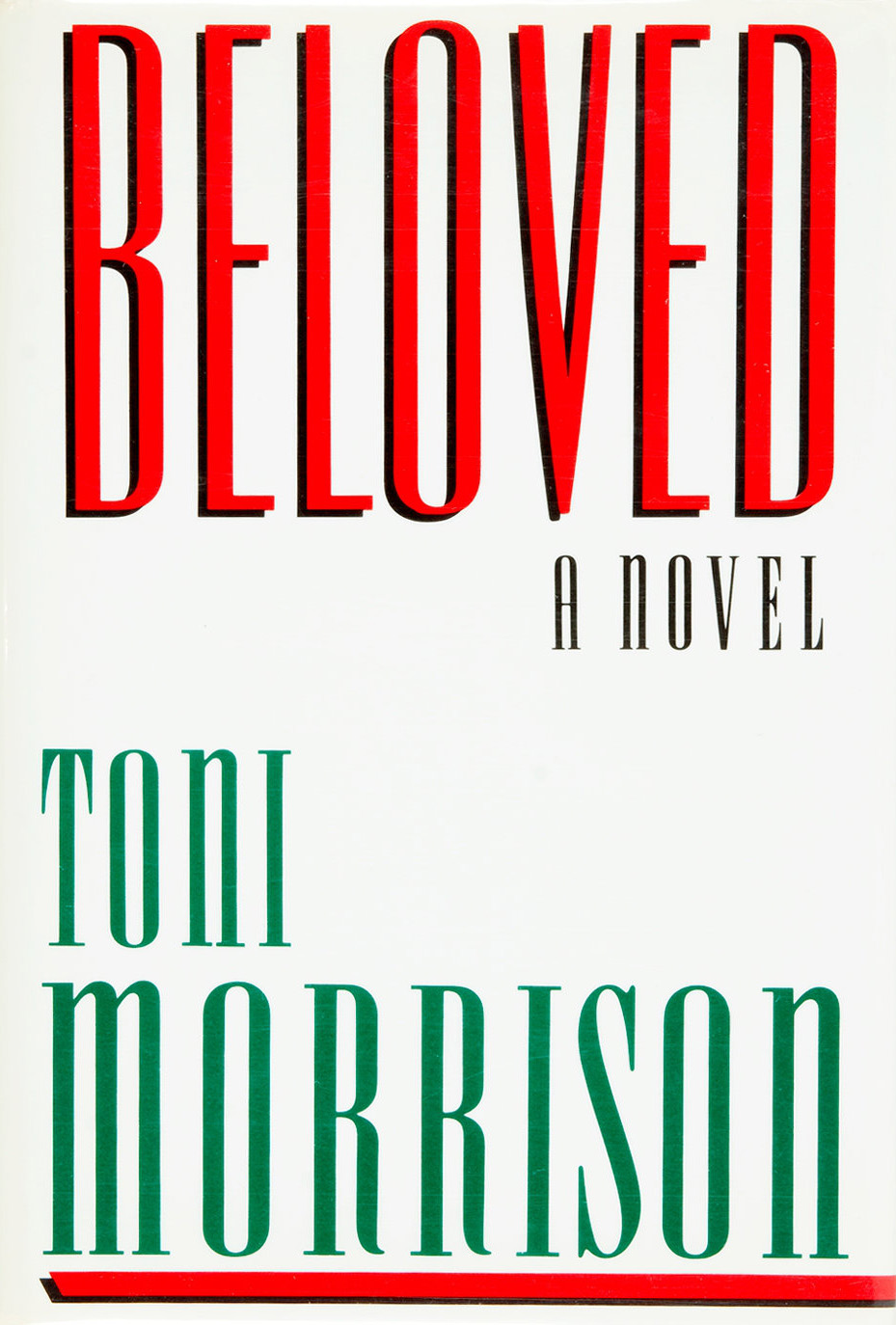

《빌러비드》(Beloved)는 미국의 작가 토니 모리슨의 1987년 소설이다. 미국 남북 전쟁 이후를 배경으로 한 이 소설은 신시내티의 집에 사악한 영혼이 도사린 전 노예 가족의 이야기를 들려준다. 실제로 일어난 사건에서 영감을 받았다. 켄터키주의 노예인 마가렛 가너(Margaret Garner)는 1856년에 탈출하여 자유주 오하이오주로 도피했다. 그녀는 1850년의 도망노예법에 따라 체포되었다. 미국 경찰이 가너와 그녀의 남편이 바리케이드를 치고 있던 오두막으로 돌진했을 때 그녀는 아이들을 죽이려 했고, 노예로 돌아가지 않기 위해 이미 두 살배기 딸을 죽인 상태였다.
이 소설은 1988년 픽션 부문으로 퓰리처상을 수상했으며 1987년 내셔널 북 어워드 최종 후보에 올랐다. 1998년에는 오프라 윈프리 주연의 동명의 영화로 각색되었다. 뉴욕 타임스가 편집한 작가와 문학 평론가를 대상으로 한 설문 조사에서는 1981년부터 2006년까지 미국 소설 중 최고의 작품으로 이 작품을 선정했다.

## 줄거리 요약
1873년 오하이오주 신시내티에서 노예였던 여성 세서와 18세 딸 덴버와 함께 시작된다. 덴버는 수줍음이 많고 친구가 없으며 집에 얽매여 있다. 세서의 두 아들은 13세에 집을 가출했는데 그녀는 이것이 유령 때문이라고 생각한다. 그녀의 남편은 소설이 시작되기 8년 전, 소년들이 달아난 직후 사망했다.
어느 날, 여러 명이 한때 노예였던 농장 Sweet Home의 노예 남자 중 한 명인 폴 D가 세서의 집에 도착한다. 그는 영혼을 몰아내고 그녀의 유일한 동반자를 쫓아낸 덴버의 경멸을 받았지만, 카니발을 위해 몇 년 만에 처음으로 함께 집을 떠나도록 설득한다. 집에 돌아오자 그들은 집 앞에 자신을 '사랑하는'이라고 부르는 젊은 여성이 앉아 있는 것을 발견한다. 폴 D는 의심스러워 세서에게 경고하지만 그녀는 젊은 여성에게 매료되어 그를 무시한다. 덴버는 자신의 누나가 돌아올 것이라고 믿기 시작하는 병든 연인을 돌보고 싶어한다.
폴 D는 집에서 점점 불편함을 느끼기 시작하고 자신이 쫓겨나고 있다. 어느 날 밤, 폴 D는 섹스를 요구하는 빌러비드에게 궁지에 몰린다. 그들이 섹스를 하는 동안 그의 마음은 과거의 끔찍한 기억으로 가득 차 있다. 폴 D는 세서에게 그것에 대해 말하려고 하지만 할 수 없다. 대신 그는 그녀를 임신시키고 싶다고 말한다. 셋은 아기를 위해 살아야 하는 것이 두렵다. 폴 D가 직장에서 친구들에게 새 가정을 꾸릴 계획에 대해 이야기하자 그들은 두려워하는 반응을 보인다.
폴 D는 스위트 홈에서 탈출하여 그녀의 아이들과 합류한 후 누군가 그녀와 그녀를 스위트 홈에서 노예 생활로 돌려보내기 위해 왔다고 말한다. 세서는 아이들을 데리고 숲속으로 달려가 아이들을 모두 죽이려고 했지만 시간이 있는 맏딸만 죽였다. 세서는 그녀가 "[그녀의] 아기를 안전한 곳에 가려고 노력하고 있었다"고 말한다. 폴 D는 그녀의 사랑이 "너무 두껍다"고 말하며 자리를 떠난다. 그녀는 그녀가 옳은 일을 했다고 단호하게 "가벼운 사랑은 사랑이 아니다"라고 반박한다.
세서는 "빌러비드"가 그녀의 묘비에 새겨질 수 있는 전부였기 때문에 빌러비드가 그녀가 죽인 딸이라고 믿게 된다. 그녀는 할레와 그녀의 아들들이 다시 돌아와 가족이 될 것이라는 희망을 품고 매우 기뻐한다. 죄책감에서 그녀는 그녀를 기쁘게하고 그녀의 행동을 설명하려고 애쓰는 빌러비드에 모든 시간과 돈을 쓰기 시작하지만 직장을 잃다. 사랑하는 사람은 화를 내고 까다로워지며 자신의 뜻대로 되지 않을 때 화를 낸다. 사랑하는 사람의 존재가 세서의 목숨을 앗아간다. 그녀는 거의 먹지 않는 반면 빌러비드는 점점 더 커져 결국 임산부의 형태를 취한다. 덴버는 자신이 사랑하는 사람을 죽인 것을 알았지만 이유를 몰랐고, 그녀의 형제들이 이 두려움을 공유하고 그것 때문에 도망쳤다는 사실을 알고 세서에 대한 두려움을 드러낸다. 세서와 빌러비드의 목소리는 구별할 수 없을 정도로 합쳐지고 덴버는 셋이 더 어린아이가 된 반면 빌러비드가 엄마를 더 닮아가는 것을 관찰한다.
덴버는 흑인 커뮤니티에 도움을 요청한다. 흑인 커뮤니티는 베이비 석스의 특권에 대한 부러움과 세서가 빌러비드를 살해한 것에 대한 공포 때문에 고립되어 있었다. 지역 여성들이 사랑하는 사람을 쫓아내기 위해 집에 찾아온다. 동시에 백인 남자 보드윈이 덴버를 위해 말을 타고 그에게 일자리를 요청한 집에 도착한다. 이를 모른 세서는 그가 딸을 데리러 오는 교사인 줄 알고 얼음 곡괭이로 그를 공격한다. 마을 여인들과 덴버는 그녀를 붙잡고 사랑하는 사람은 사라진다.
덴버는 지역 사회의 일하는 구성원이 되고 폴 D는 침대에 누운 세서에게 돌아간다. 세서는 빌러비드의 실종에 절망하며 빌러비드가 그녀의 "가장 좋은 것"이었다고 한탄스럽게 말한다. 그는 세서가 그녀 자신의 "최고의 것"이라고 대답하고 그녀는 "나? 나?"라는 질문을 남겼다. 시간이 지남에 따라 빌러비드를 알았던 사람들은 그녀의 흔적이 모두 사라질 때까지 점차 그녀를 잊다.